# Territórios ocupados por Israel

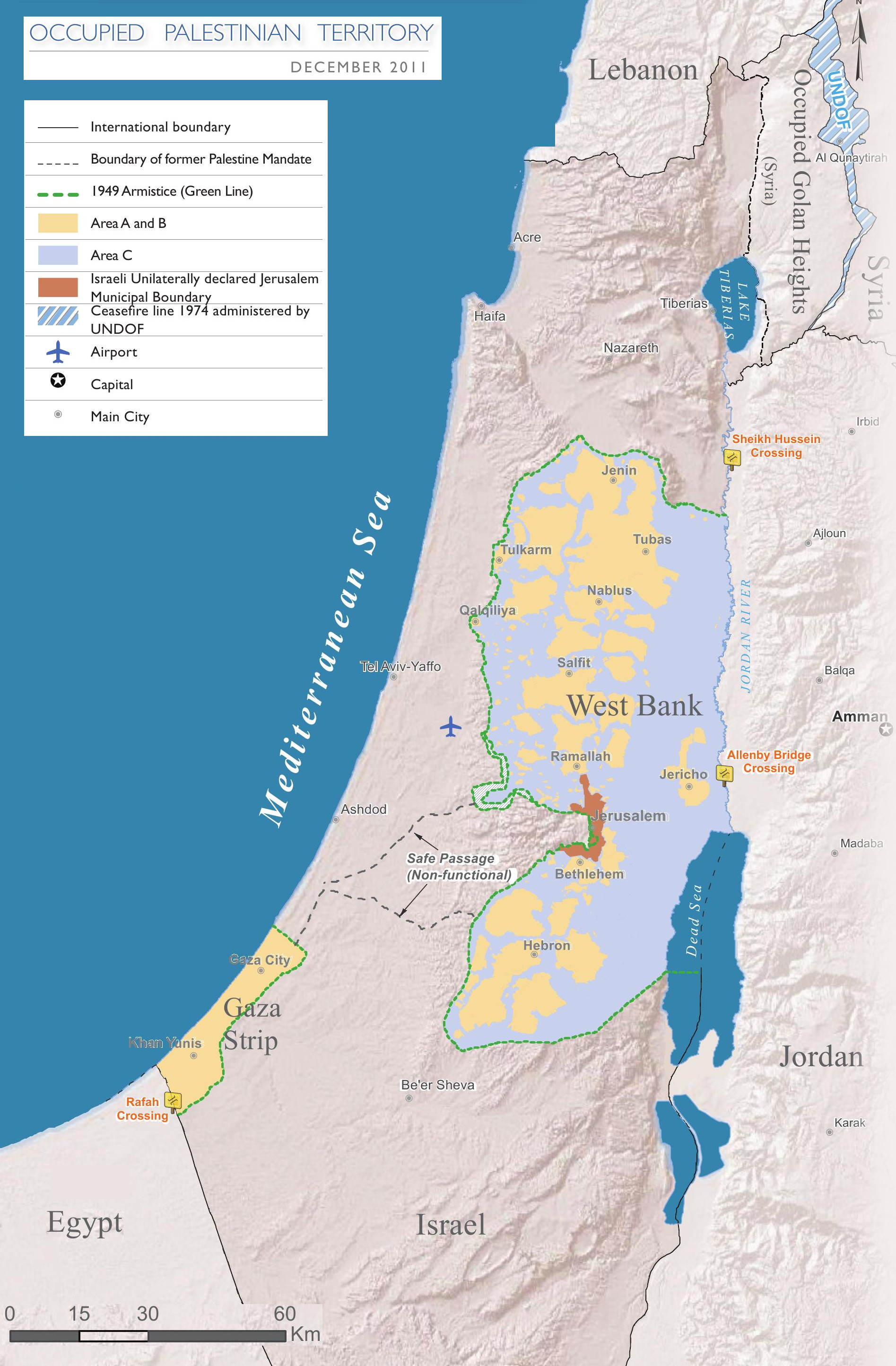
Mapa de Israel e dos territórios palestinos ocupados

Os territórios ocupados por Israel são áreas que foram capturadas por Israel à Jordânia, à Síria e ao Líbano durante a Guerra dos Seis Dias. Incluem:
- Territórios palestinos: são a Cisjordânia (West Bank), que inclui Jerusalém Oriental, e a Faixa de Gaza;[1]
- Território sírio: Colinas de Golã
- Território libanês: Fazendas de Shebaa, Sul do Líbano[2]

A Península do Sinai esteve entre os territórios ocupados até 1982, quando foi devolvida ao Egito, em cumprimento ao Tratado de paz israelo-egípcio de 1979. Também a Faixa de Gaza foi ocupada pelo Egito e, em 1967, por Israel, tendo sido desocupada pelos israelenses, em 2005 — embora desde então permaneça bloqueada por Israel, tanto por mar como por terra e ar.
Em 2005, como parte do seu plano de retirada unilateral, Israel removeu todas as colônias judias existentes na Faixa de Gaza e quatro das estabelecidas na Cisjordânia. Todavia o governo israelense ainda controla o espaço aéreo e marítimo da Faixa de Gaza, além de regulamentar as viagens e o comércio do território palestino com o resto do mundo. A Faixa de Gaza, densamente povoada, está sob controle do Hamas, partido majoritário no Conselho Legislativo da Palestina, cujo braço armado executou, desde os anos 1990, vários ataques contra alvos civis e militares israelenses. Em 2008, três anos após a retirada dos colonos judeus de Gaza, Israel executou a Operação Chumbo Fundido, o mais devastador ataque militar ao território palestino.
Israel incorporou Golã e Jerusalém Oriental ao seu território, ali aplicando suas leis e oferecendo aos habitantes locais a cidadania israelense. As Colinas de Golã foram formalmente anexadas por Israel através da Lei das Colinas de Golã, em 1981. O ato foi condenado pelo Conselho de Segurança das Nações Unidas, através da sua Resolução 497. Em 2008, uma sessão plenária da Assembleia Geral da ONU aprovou por 161 a 1 uma moção de apoio à resolução 497 do Conselho de Segurança.
Em contraste, a Cisjordânia tem permanecido sob ocupação militar, embora seja considerada pela comunidade internacional como parte do futuro Estado palestino. Sua população é constituída principalmente por árabes palestinos, incluindo os residentes históricos da região e os refugiados da Guerra árabe-israelense de 1948. Desde a ocupação em 1967 até 1993, os palestinos da Cisjordânia estiveram sob a administração militar israelense. Desde que foram assinadas as cartas de reconhecimento entre Israel e a Organização para a Libertação da Palestina, a maioria da população palestina e suas cidades estão sob administração da Autoridade Palestina e sob controle militar israelense. Em diversas ocasiões, porém, Israel instaurou a plena administração militar. Após a Segunda Intifada, o governo israelense iniciou a construção do chamado "Muro da Cisjordânia", que, segundo o relatório da organização de direitos humanos israelense B'Tselem avança sobre o território da Cisjordânia.
A maioria das negociações relativas aos territórios ocupados baseia-se na Resolução 242 do Conselho de Segurança das Nações Unidas, segundo a qual Israel deve retirar-se dessas áreas em troca da normalização das relações com países árabes, um princípio conhecido como Terra por paz.
Analistas políticos destacam que a chave do conflito entre Israel e os palestinos não está somente na disputa de terras, mas de água.  Na Cisjordânia está grande parte dos recursos hídricos que abastecem Israel. Segundo os palestinos, um habitante de Israel usa, em média, três vezes mais água que um habitante da Cisjordânia. 73,5% dos recursos hídricos da Cisjordânia são desviados para  Israel.[ligação inativa]

## Colonização judaica em territórios palestinos
Em 18 de fevereiro de 2011, os Estados Unidos vetaram um projeto de resolução do Conselho de Segurança da ONU, apresentado pelos países árabes, que condena o Estado de Israel, por promover a construção de assentamentos em territórios palestinos. O texto proposto reafirma que todas as atividades israelenses relacionadas aos assentamentos nos Territórios Palestinos Ocupados, inclusive em Jerusalém Oriental, são ilegais e constituem grande obstáculo para alcançar-se a paz com base na solução dos dois Estados -Israel e Palestina. Em consequência, projeto de resolução preconiza a interrupção imediata da expansão das colônias israelenses, retomada em setembro de 2010.
Todos os 14 membros do Conselho de Segurança, inclusive o Brasil, votaram a favor da resolução. Somente os EUA posicionaram-se ao lado dos israelenses, seus aliados históricos, e vetaram a resolução. Desde 2001, este foi o décimo veto americano sobre o assunto (o primeiro da administração de Barack Obama).
Os EUA dizem condenar a expansão dos assentamentos, mas consideram que levar o caso à ONU dificulta ainda mais a retomada do processo de paz.  No entanto, os palestinos afirmam que somente voltarão às negociações de paz - cuja pauta inclui, entre outros assuntos, a questão dos refugiados palestinos e o status de Jerusalém - se os israelenses interromperem completamente as construções. No mesmo dia em que o ocorreu o veto americano, o governo de Israel convocou os palestinos a retomarem, imediatamente e sem condições, as negociações diretas de paz entre as duas partes.
O Brasil apoia a condenação à política de Israel de continuar avançando sobre os territórios palestinos, considerando que esses avanços causam o congelamento das conversações de paz com a Autoridade Palestina. A representante permanente do Brasil nas Nações Unidas em Nova York, embaixadora Maria Luiza Viotti, declarou, na sua explicação de voto, que "a continuada expansão dos assentamentos israelenses nos territórios palestinos ocupados tornou-se o obstáculo mais grave a progressos concretos nas negociações para uma solução justa e duradoura da questão da Palestina". A embaixadora acrescentou que "o desrespeito continuado das obrigações internacionais relacionadas à construção de assentamentos constitui ameaça à paz e à segurança na região."
Os árabes já esperavam o veto americano, mas a proposta foi apresentada justamente para mostrar o isolamento dos EUA em seu apoio a Israel, ainda que o governo conservador do primeiro-ministro Binyamin Netanyahu insista em prosseguir a construção de bairros judaicos além das fronteiras estabelecidas em 1967 pela ONU.